# Wolfgang Hein (Musiker)
Wolfgang Johann Hein (* 17. Juni 1924 in München; † 10. Oktober 1999 in Laufen) war ein deutscher Komponist, Organist und Kirchenmusiker.

## Leben und Wirken
Wolfgang Hein war das einzige Kind des Pianisten Johann Hein und seiner Ehefrau Anna Hein. Im Alter von fünf Jahren erhielt er den ersten Klavierunterricht, mit elf Jahren erlernte er das Orgelspiel. Er besuchte das Münchner Wilhelmsgymnasium, wo er im Schulorchester Geige und Bratsche spielte.
Anschließend studierte er am Trapp‘schen Konservatorium (heute Richard-Strauss-Konservatorium) bei Alfred Zehelein Orgel. Nach dem Zweiten Weltkrieg, in dem er schwer verwundet wurde, setzte er sein Studium am Händel-Konservatorium (einer Nachfolgeinstitution des Trapp‘schen Konservatoriums) fort und studierte Komposition bei Paul Listl und Alfred Zehelein sowie Dirigieren bei Staatskapellmeister Otto Wirthensohn und Richard Boeck.  1948 legte er das Staatsexamen im Hauptfach Komposition ab, das Staatsexamen im Fach Kirchenmusik absolvierte er 1950.
Von 1951 bis 1965 war Hein Chordirektor an der Klosterkirche Gars am Inn und war nebenbei auch als Musiklehrer in Gars, Haag, München und ab 1965 in Laufen an der Salzach tätig. Von 1965 bis 1986 wirkte er in Laufen als Chordirektor, wo er zudem ein jährliches Cäcilienkonzert mit dem Laufener Orchester initiierte.
Als Dirigent leitete er die Uraufführungen der Werke Der verlorene Sohn und Der Scholi in Laufen von Cesar Bresgen. Als Organist übernahm er den konzertanten Orgelpart bei der Uraufführung von Bresgens Werk Der Schiffmann von Laufen im Jahr 1988.
Im Rahmen seiner Tätigkeit als Konzertorganist spielte er häufig eigene Werke; dabei baute er immer wieder Orgelimprovisationen ein. Als Organist arbeitete er auch viele Jahre mit dem Trompeter Peter Dostal zusammen, für den er einige Werke für hohe Trompete komponierte.
Seine Kompositionen wurden und werden in Kirchen und Konzertsälen in Deutschland, Österreich und den USA aufgeführt, z. B. zur Eröffnung der Salzburger Festspiele. Der Bayerische Rundfunk und das Fernsehen sendeten seit 1948 Werke des Komponisten.
Wolfgang Hein war verheiratet und Vater von zwei Kindern.

## Werk
Musikalisch bevorzugte Hein barocke und klassische Gattungen wie Fugen, Sonaten, Kantaten, Suiten, aber auch kirchenmusikalische Formen wie Introitus oder Psalm. Er selbst bezeichnete seinen Stil als „klanglich konservativ“, da er hauptsächlich mit Dreiklängen arbeitete.  Nach der Reform der liturgischen Musik verband er in seinen Kompositionen alte und neue Stilrichtungen.
Heins Gesamtwerk von 198 Kompositionen umfasst Werke für Chor und Orchester, für Klavier und Orgel. Darunter Präludien, Fugen, Sonaten, Sinfonietten, Lieder, Vertonungen von Gedichten, kleinere Messen, einige große deutsche und sieben lateinische Messen, eine symphonische Fantasie sowie Werke für Bläser und Bläsergruppen verschiedener Gattungen.
Der Musikwissenschaftler und Vorsitzende des Süddeutschen Tonkünstlerverbandes Walter Kaun schrieb in seiner Rezension eines Jubiläumskonzertes im Jahr 1961 über Hein: „Man kann der Kirche und dem Ort Gars nur dazu gratulieren, dass hier ein Musiker von der Begabung Wolfgang Heins durch sein Wirken so wertvolle musikalische Dienste leistet“.
Da Hein die Förderung der Kirchenmusik stets ein wichtiges Anliegen war, wurde im Jahr 2002 der Förderverein für Kirchenmusik Wolfgang Hein – Stiftskirche Laufen e.V. gegründet.

## Auszeichnungen
- 1988: Bundesverdienstkreuz am Bande[6]
- 1990: Bürgermedaille der Stadt Laufen[2]

## Diskografie
- 1989: Peter Dostal, Trompete. Fünf Trompetenkonzerte (G.Ph. Telemann, A. Vivaldi, G.F. Händel, W. Hein). Die Salzburger Barockinstrumentalisten. (LP)[5]
- 2002: Ein Leben für die Musik. Musik aus der Stiftskirche Laufen. CD, Elroi Record Productions[10][11]